# 허용상황의 착오
허용상황의 착오 혹은 위법성조각사유의 전제사실에 대한 착오("위전착"이라고 줄여 부르기도 한다)라고 불리며  법률의 착오의 유형 중 즉 위법성조각사유의 전제조건에 관하여 착오를 일으킨 경우이다. 소위, 오상방위, 오상피난, 오상자구행위 등은 모두 이러한 허용상황 착오의 구체적인 경우들인 바, 여기서는 설명의 편의를 위해 오상방위를 예로 들어 설명하기로 한다. 오상방위의 대표적인 예로는 밤중에 순찰을 도는 경비원을 강도로 오인하고 그를 향해 호신용 스프레이를 뿌린 경우를 들 수 있다.
착오를 사실의 착오와 법률의 착오로 나눌 때 허용상황의 착오는 법률의 착오에 속한다는 것이 전통적인 견해이다. 즉, 허용상황의 착오에서는 구성요건에 해당하는 범죄사실을 행하고 있다는 점에 대해서는 행위자가 착오를 일으키지 않고 있으며, 단지 그러한 구성요건적 행위가 위법함에도 불구하고 위법성조각사유에 해당하여 허용된다고 생각한 점에 행위자의 착오가 발견되는 것이기 때문이다.

## 학설

### 전통적 해법
허용상황의 착오를 일반적인 법률의 착오의 한 경우로 파악하면 그에 대한 처리는 법률의 착오의 해법과 같아진다. 정리하면 다음과 같다.

##### 엄격고의설
허용상황의 착오는 행위자에게 위법성인식이 없는 경우이므로 고의가 탈락한다. 따라서 오인에 정당한 이유가 없으면 과실범, 정당한 이유가 있으면 불벌로 처리될 것이다.

##### 제한고의설
제한고의설에서는 일반적인 법률의 착오의 처리가 고의범으로도 처벌될 수 있는 가능성이 열려 있다.

##### 전통적인 책임설(엄격책임설)
행위자에게 위법성인식이 없더라도 고의의 성립에는 지장을 주지 않기 때문에 허용상황의 착오가 고의를 탈락시키지 않는다. 따라서 오인에 정당한 이유가 없으면 고의범으로 처벌되고, 정당한 이유가 있으면 불벌로 처리될 것이다. 다만 행위자가 자기의 행위를 허용되는 것으로 인식하고 행위 한 것이므로 책임비난은 감소되어 형법 제53조에 의한 작량감경의 사유에 해당한다.

### 허용상황의 착오를 특수한 경우로 취급하는 견해

##### 소극적 구성요건표지 이론
소극적 구성요건표지 이론에 의하면 허용사유(위법성조각사유)는 구성요건을 배제해 주는 허용구성요건 요소로 취급된다. 따라서 동 견해에 의하면 허용상황의 착오는 구성요건 요소에 대한 착오로 되어 전형적인 사실착오의 한 유형으로 취급된다. 이렇게 허용상황의 착오가 사실의 착오로 간단하게 해결된다는 점에 동 견해의 매력이 있으나, 동 견해는 보다 근본적으로 범죄체계론상 허용사유를 어떻게 구성요건 배제사유로 파악할 수 있겠는가 라는 난점을 가지고 있다.